# 공산초등학교
공산초등학교는 대한민국 전라남도 나주시 공산면 금곡리에 있는 공립 초등학교이다.

## 학교 연혁
- 1922년 11월 22일 금곡공립보통학교 개교
- 1938년 4월 1일 공산공립심상소학교로 개칭[1]
- 1941년 4월 1일 공산공립국민학교로 개칭[2]
- 1950년 4월 11일 공산국민학교로 개칭[3]
- 1981년 3월 1일 병설유치원 개원
- 1994년 3월 1일 가송분교장 통합
- 1996년 3월 1일 신곡분교장[4] 통합
- 1996년 3월 1일 공산초등학교로 개칭[5]
- 2019년 3월 1일 제26대 박영임 교장 부임
- 2020년 2월 11일 제96회 17명 졸업(총 졸업생 수 8,082명)

## 참고 자료
- 공산초등학교 - 한국교육학술정보원 학교알리미